# Australische Languste
Die Australische Languste (Panulirus cygnus) ist eine Art aus der Familie der Langusten. 
Die maximale Körperlänge dieser Langustenart beträgt 40 Zentimeter. Die mittlere Carapax-Länge beträgt zwischen acht und zehn Zentimeter, maximal 14 Zentimeter. Sie ist wie alle Langusten nachtaktiv und versteckt sich tagsüber gerne in Spalten oder zwischen Korallen. In ihrer Verbreitung ist die Australische Languste auf das Küstengebiet Westaustraliens beschränkt. Sie lebt von der Wasseroberfläche bis in Tiefen von 90, maximal bis 120 Metern. Sie unternimmt kleine Wanderungen und ist ein Allesfresser.